# Nora Reiche
Nora Reiche (* 16. September 1983 in Leipzig) ist eine ehemalige deutsche Handballspielerin.

## Karriere
Die 1,77 m große Studentin spielte von 1997 bis 2007 beim HC Leipzig und errang dort 2006 die Deutsche Meisterschaft. Nachdem die Linkshänderin 2006 auch den DHB-Pokal gewinnen konnte, verteidigte sie im darauffolgenden Jahr mit dem HCL den Pokal. Zur Saison 2007/08 wechselte sie nach Dänemark zu Viborg HK. 2008, 2009 und 2010 gewann sie mit Viborg die dänische Meisterschaft. Zusätzlich gewann sie 2007 und 2008 den dänischen Pokal. 2009 und 2010 triumphierte sie mit Viborg in der EHF Champions League. Ab dem Sommer 2010 lief Reiche für den Thüringer HC auf, mit dem sie 2011 und 2012 die Meisterschaft sowie 2011 den DHB-Pokal gewann. Im Sommer 2012 kehrte sie zum HC Leipzig zurück. Ein Jahr später beendete sie dort ihre Karriere.
Ihr Länderspieldebüt für die deutsche Nationalmannschaft gab Reiche am 28. September 2004 gegen die Niederlande. Reiche bestritt 73 Länderspiele, in denen sie 141 Treffer erzielte.

## Erfolge
- Thüringer HC
  - Deutscher Meister     2011, 2012
  - Deutscher Pokal       2011
- Viborg HK
  - EHF Champions League  2009, 2010
  - Dänischer Meister     2008, 2009, 2010
  - Dänischer Pokal       2007, 2008
- HC Leipzig
  - Deutscher Meister     2006
  - Deutscher Pokal       2006, 2007
  - Deutsche HM           2004
  - Clubteam EM           2004 3.Platz
- HC Leipzig Juniorteam/Jugend
  - Aufstieg 2.BL          2003
  - DM B-Jugend           2001 2.Platz
  - Süddeutscher Meister  2001,2002,2003
  - DM Landesauswahl      2000 1.Platz
  - Jugend für Olympia    2000,2001 1.Platz
  - Sachsenmeister/Jugend 6×
- Nationalmannschaft
  - WM                    2005 6.Platz,   2007 3.Platz
  - EM                    2004 5.Platz,   2006 4.Platz
- Jugend-/Juniorennationalmannschaft
  - Junioren-WM           2003 5.Platz
  - Jugend-EM             2001 2.Platz